# Влад Редько
Замените это на название статьи — дайте определение предмету статьи